# ミシェル・ファールテン
ミシェル・ファールテン（Michel Vaarten、1957年1月17日 - ）は、ベルギー、トゥルンハウト出身の元自転車競技選手。ミッシェル・バルタンの登録名で国際競輪の出場経験もある。
1976年のモントリオールオリンピック・1kmタイムトライアルにおいて、東ドイツのクラウス・ユルゲン・グリュンケに次いで2位となり、銀メダルを獲得。
1979年にプロに転向し、同年アムステルダムで開催された世界自転車選手権、プロ・スプリント準決勝で中野浩一と対戦し敗退したが、3位決定戦で藤巻昇を下した。
1986年、コロラドスプリングスで開催された世界選手権のケイリンにおいて、ペースが上がらない最中の周回中に、優勝候補の一角だった滝澤正光、高橋健二らが大量落車に巻き込まれるアクシデントがあったとはいえ、悲願の世界一の座を掴んだ。またプロ・ポイントレースでは、6連覇を達成したウース・フローラーに次いで2位に入った。また1990年、前橋で行われた世界選手権のプロ・ケイリンでは、優勝のミカエル・ヒュープナーに次いで2位に入った。
この他、6日間レースでも優勝経験があるなど、主にトラックレースでの活躍が目立つが、ロードレースでもアメリカのチームに在籍して活動を行っていたことがある。加えて上述の通り、国際競輪では初回開催となる1982年以降1992年まで11年連続で出場している。